# 올레크 쿠체렌코
올레크 쿠체렌코(독일어: Oleg Kutscherenko, 1968년 12월 20일~) 혹은 올레흐 미콜라요비치 쿠체렌코(우크라이나어: Оле́г Микола́йович Кучере́нко, 러시아어: Оле́г Николаеви́ч Кучере́нко 올레크 니콜라예비치 쿠체렌코[*])는 우크라이나 태생 독일의 레슬링 선수이다. 소련과 독립국가연합, 독일 국가대표 선수로 활동했으며, 1992년 하계 올림픽에서 그레코로만형 라이트플라이급 부문 금메달을 획득했다.